# Радий-228
Ра́дий-228 (англ. radium-228), историческое название мезото́рий I (лат. Mesothorium I, обозначается символом MsTh I или MsTh1) — радиоактивный нуклид химического элемента радия с атомным номером 88 и массовым числом 228. Открыт в 1906 году Отто Ганом (будучи одним из двух компонентов мезотория).
Принадлежит к радиоактивному семейству тория-232 (так называемый ряд тория).
Активность одного грамма этого нуклида составляет приблизительно 10,088 ТБк.

## Образование и распад
Радий-228 непосредственно образуется в результате α-распада нуклида 232Th (период полураспада составляет 1,405(6)⋅1010 лет):
{\displaystyle \mathrm {{}_{90}^{232}Th} \rightarrow \mathrm {{}_{88}^{228}Ra} +\mathrm {{}_{2}^{4}He} }
Радий-228 претерпевает β−-распад, в результате распада образуется нуклид 228Ac, также известный как мезоторий II (выделяемая энергия 45,8(7) кэВ):
{\displaystyle \mathrm {{}_{88}^{228}Ra} \rightarrow \mathrm {{}_{89}^{228}Ac} +e^{-}+{\bar {\nu }}_{e}}

## Применение
- В геологии радий-228 и др. изотопы применяются для определения возраста океанических осадочных пород и минералов[3].
- В геохимии радий-226 и радий-228 используются в качестве индикаторов смешения и циркуляции вод океанов[3].